# 絲尾凹尾塘鱧
絲尾凹尾塘鱧（学名：Ptereleotris hanae），又名絲尾鰭塘鱧，为凹尾塘鱧科鰭塘鱧屬下的一个种，该物种于1901年由大衛·斯塔爾·喬丹和約翰·奧特貝恩·斯奈德描述，主要分布于西太平洋。